# أحمد فؤاد الثاني
الملك أحمد فؤاد الثاني (16 يناير 1952 -)، هو أحد أفراد أسرة محمد علي العلوية. حكم رسميًا باعتباره آخر ملوك مصر والسودان من 26 يوليو 1952 وحتى إعلان الجمهورية في 18 يونيو 1953 عندما تم خلعه.

## النشأة
ولد الأمير أحمد فؤاد (ابن الملك فاروق من زوجته الثانية الملكة ناريمان) في 16 يناير 1952 في قصر عابدين في الساعة 8:30 صباحا وسمي على اسم جده فؤاد الأول. كان لفؤاد ثلاث أخوات غير شقيقات من زواج فاروق السابق بالملكة فريدة وهن: الأميرات فريال وفوزية وفادية. ونظرًا لأن القانون المصري يمنع المرأة من وراثة العرش، فقد كان الأمير محمد علي توفيق، ابن عم فاروق الأول، هو الوريث المفترض حتى ولادة فؤاد. مُنح فؤاد مباشرة بعد ولادته لقب أمير الصعيد. ولُقِّب بالتالي باسم أحمد فؤاد أمير الصعيد.
تحقق بمولده أمنية والده بإنجاب ولد ذكر كي يرث العرش، وقام بمنح الطبيب الذي أشرف على عملية الولادة لقب الباشوية. وبعد ميلاده دوت في ليل القاهرة طلقات المدفعية إعلانًا عن مولد أول طفل ذكر للملك فاروق قبل موعد ولادته الطبيعية بشهر واحد، وأعلنه وليًا للعهد، وهذا ما جعل من الأمير محمد علي باشا توفيق يبكي بعد أن سمع طلقات المدفع وعرف إن عرش مصر ذهب بعيدًا عنه بعد أن كان وليًا للعهد منذ تولي فاروق الحكم. كما شعر الأمير محمد عبد المنعم بذات المشاعر خصوصًا إنه كان يعتبر الثالث بترتيب العرش بسبب السن حيث كان حينها بالثانية والخمسين من العمر، بينما كان محمد علي باشا توفيق بعمر الخامسة والسبعين.
بعد عشرة أيام من مولده اندلعت أحداث القناة وذلك من خلال مواجهات شرسة بين القوات البريطاني ورجال الشرطة المصريين في الإسماعيلية، وفي اليوم التالي اندلعت حرائق في القاهرة، وبعد خمسة شهور فقط من مولده قامت ثورة يوليو والتي أدت إلى تنازل والده الملك فاروق.

## ملكًا تحت الوصاية على مصر
في 23 يوليو 1952، اندلعت الثورة المصرية (المشهورة باسم ثورة 23 يوليو) لطرد آل محمد علي لانهم غير مصريين ولا شرعية لهم لحكم مصر. وفي 26 يوليو، أجبر الملك فاروق على التنازل عن العرش لصالح الأمير أحمد وطلب منه مغادرة مصر، فتنازل فاروق عن العرش وذهب إلى المنفى في إيطاليا، وانضمت إليه عائلته لاحقا بما في ذلك فؤاد الذي غادر بصحبة والدته إلى إيطاليا على متن يخت المحروسة. بتنحيه، كان فاروق يهدف إلى استرضاء القوى المعارضة للنظام الملكي، وأن يتمكن فؤاد من توحيد البلاد خلال فترة حكمه.

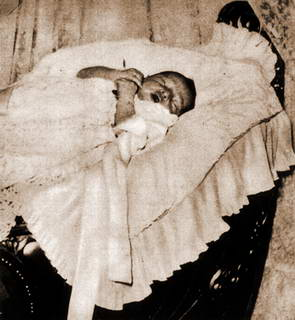
أحمد فؤاد الثاني صغيرًا

أحمد فؤاد الثاني في جنازة والده الملك فاروق

شكلت لجنة الوصاية على العرش المكونة من الأمير محمد عبد المنعم وبهي الدين باشا بركات والقائم مقام رشاد مهنا وذلك إلى تاريخ إعلان الجمهورية في 18 يونيو 1953.

## حياته في المنفى
عاشت أخواته الثلاث في سويسرا، وتلقى تعليمه الابتدائي في مدرسة عامة، وحصل على شهادة الثانوية الفرنسية من مؤسسة روزي في سويسرا، أكمل بعدها دراسته الجامعية في جامعة جنيف في تخصص العلوم السياسية والاقتصاد. انتقل بعد زواجه إلى العاصمة الفرنسية باريس.
وفي عام 1973، ألغى الرئيس محمد أنور السادات نفي فؤاد وأخواته غير الشقيقات، وأعيدت الجنسية المصرية لهم في عام 1974. فزار مصر من حين لآخر منذ ذلك الحين، وكانت أول زيارة له في عام 1991. والجدير بالذكر أنه من داعمي ثورة يونيو ٢٠١٣  والرئيس السيسي وقد حصل علي جواز سفر دبلوماسي مصري والذي يحمل لقب "ملك مصر السابق" بالاضافة الى طائرة خاصة هدية من الرئيس السيسي ودعم مالي.

## حياته اللاحقة
بعد طلاقه من فضيلة، عاد فؤاد إلى سويسرا ليبقى قريباً من أخواته غير الأشقاء.
وفي مايو 2010، سجل مقابلة تلفزيونية مع قناة أون تي في، تحدث فيها عن زياراته لمصر، وعن شعوره تجاه الشعب المصري، ونظرتهم إلى والده الراحل.
أيد فؤاد الثاني ترشيح المشير عبد الفتاح السيسي رئيسًا لمصر في أكتوبر 2013. ومع ذلك، في عام 2023، ذكرت مجلة الإيكونوميست أن بعض المصريين كانوا يطالبون بعودته كحاكم لمصر مع زيادة الإحباط من حكم السيسي.

## حياته الخاصة
تزوج من الفرنسية دومينيك فرانس بيكار، وهي يهودية اعتنقت الإسلام ولقبت بالملكة فضيلة، وأنجبا:
- محمد علي (ولد في القاهرة بعام 1979 [6] بناءً على موافقة من الرئيس محمد أنور السادات الذي وافق على مجيئه وزوجته لتتم ولادة ابنه في القاهرة[16]).
- فوزية بنت فؤاد الثاني الشهيرة ب «فوزية لطيفة» (ولدت في موناكو عام 1982 [6][16]).
- الأمير فخر الدين(ولد عام 1987 في الرباط بالمغرب بدعوة شخصية من ملك المغرب الحسن الثاني[6][16]).

وبعد أن دبت الخلافات بينهما أصدرت محكمة سويسرية حكماً بطلاقهما في 9 مايو 2006 ، إلا أن فضيلة استأنفت الحكم وطالبت ببطلان حكم الطلاق، إلا أن محكمة الإستئناف السويسرية رفضت الطلب، وأكد ذلك قرار المحكمة الفيدرالية الذي صدر في 16 يوليو 2007. وفي 18 أغسطس 2008 صدر القرار النهائي للطلاق حيث تم تأكيده وأصبح ملزماً.

## روابط خارجية
- أحمد فؤاد الثاني على موقع الموسوعة البريطانية (الإنجليزية)
- أحمد فؤاد الثاني على موقع مونزينجر (الألمانية)